# Odina Əliyeva
Odina Əliyeva Bayramova (Navoiy, 22 maggio 1990) è una pallavolista uzbeka naturalizzata azera, schiacciatrice dell'Athletes Unlimited.

## Carriera

### Club
La carriera di Odina Əliyeva inizia nella stagione 2010-11, quando debutta nella Superliqa azera ingaggiata dallo Şahdağ-Şirvan, che tuttavia lascia a campionato in corso per approdare al Baku. Nella stagione seguente firma con l'Azərreyl, che lascia già nel campionato 2012-13, quando approda all'Azəryol, dove gioca per tre annate.
Nel campionato 2015-16 fa ritorno all'Azərreyl, vincendo lo scudetto e venendo premiata come MVP delle finali e miglior ricevitrice del torneo. Nel campionato seguente lascia per la prima volta l'Azerbaigian, approdando in Italia in Serie A1, dove difende i colori del San Casciano, mentre in quello seguente veste la maglia del Seramiksan nella Sultanlar Ligi turca; torna nel massimo campionato italiano nella stagione 2018-19 quando si accasa al neopromosso Chieri '76, dove resta fino all'inizio di febbraio 2019.
Partecipa alla Proliga 2020 col Jakarta Pertamina, in Indonesia, mentre un anno dopo gioca negli Stati Uniti d'America, prendendo parte alla prima edizione dell'Athletes Unlimited.

### Nazionale
Nel 2011 riceve le prime convocazioni nella nazionale azera, debuttando al campionato europeo; nel 2016 si aggiudica la medaglia d'oro all'European League, mentre nel 2022 vince la medaglia di bronzo ai Giochi della solidarietà islamica.

## Palmarès

### Club
- Campionato azero: 1

2015-16

### Nazionale (competizioni minori)
- European League 2016
- Giochi della solidarietà islamica 2021

### Premi individuali
- 2016 - Superliqa: MVP delle finali
- 2016 - Superliqa: Miglior ricevitrice